# Eualus berkeleyorum
Eualus berkeleyorum is een garnalensoort uit de familie van de Hippolytidae. De wetenschappelijke naam van de soort is voor het eerst geldig gepubliceerd in 1971 door Butler.